# Compianto e sepoltura di Cristo
Il Compianto e sepoltura di Cristo è un dipinto a olio su tavola (96x110 cm) di Rogier van der Weyden, databile al 1450 e conservato 
nella Galleria degli Uffizi
a Firenze.

## Storia
L'opera è forse la "tavola d'altare [... con] el sepolcro del Nostro signore [...] e cinque altre figure" che compaiono nell'inventario redatto nel 1492 alla morte di Lorenzo il Magnifico. Essa decora la cappella della villa di Careggi, dove si trovava almeno dal 1482. È molto probabile che i Medici fossero i committenti dell'opera, come lo erano stati per la Madonna col Bambino e santi oggi allo Städel di Francoforte, databile al viaggio dell'artista in Italia del 1450. La deposizione viene invece ritenuta solitamente un'opera successiva.
Altre ipotesi sull'origine della tavola la legano a un perduto trittico, dipinto per Lionello d'Este e ricordato nel 1449 (Crowe e Cavalcaselle), oppure a un dipinto descritto dal Vasari come opera di Hans Memling (Winkler).
Esso riprende comunque lo schema compositivo della tavoletta della Pietà dell'Angelico dipinta per la predella della Pala di San Marco (1438-1443) ed oggi all'Alte Pinakothek di Monaco di Baviera, confermando l'ipotesi di una visita a Firenze dell'artista fiammingo durante il pellegrinaggio in Italia effettuato nel 1449-1450 per il giubileo di Niccolò V, confermato anche dal De viribus illustribus di Bartolomeo Facio (1456 circa).
Già nella collezione del cardinale Carlo de' Medici, nel 1666 pervenne in Galleria, dove è citato negli inventari degli Uffizi del 1666, 1704, 1753 e 1769 e da Filippo Baldinucci era indicato come opera di Dürer; nel 1822 venne ascritto al Solario, mentre in seguito venne finalmente riconosciuto come opera di van der Weyden. Ancora nel 1989 Dhanens lo attribuì a Hans Memling, ipotesi poi decisamente scartata dopo che una riflettografia, pubblicata nel 1992 da Van Asperen de Boer, svelò il disegno sottostante, inequivocabilmente di mano di van der Weyden.

## Descrizione e stile

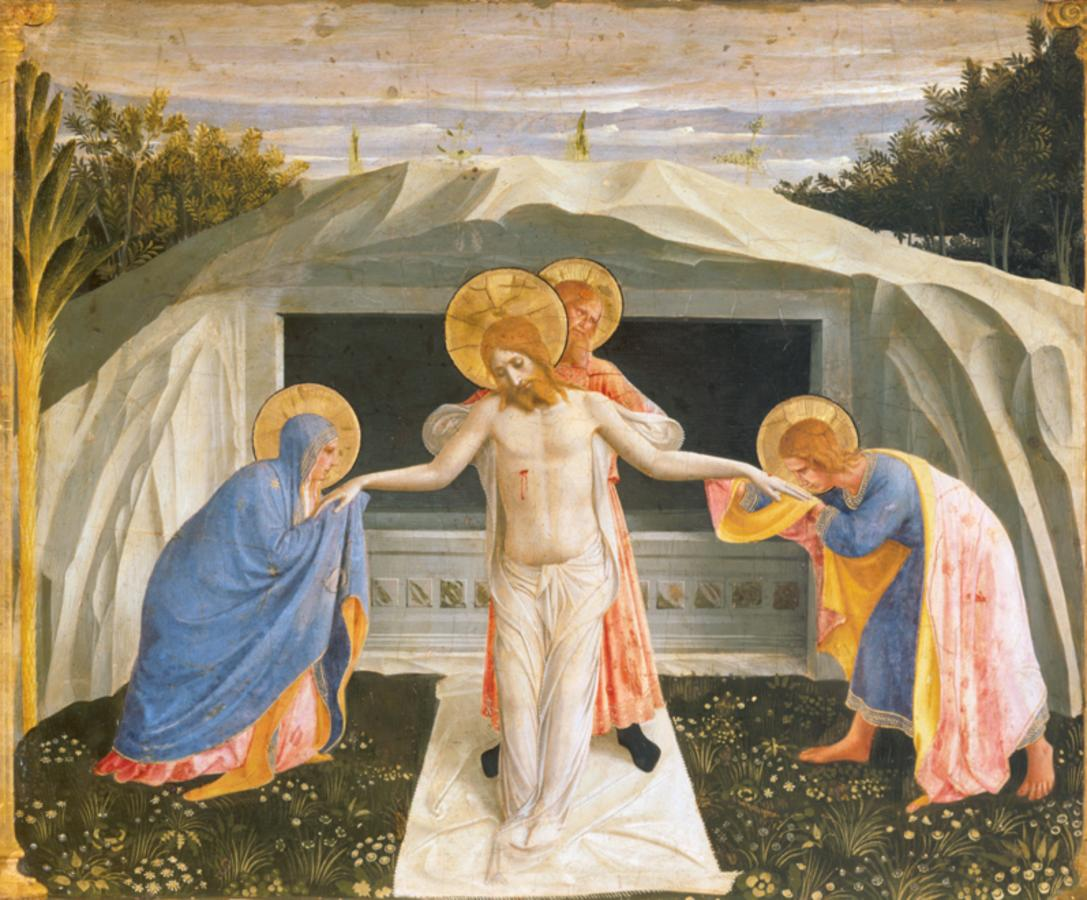
Beato Angelico, Compianto e sepoltura di Cristo (1438-1443), Alte Pinakothek, Monaco

Il dipinto ha forma rettangolare e mostra la sepoltura di Cristo, mentre le figure dolenti di Maria e Giovanni evangelista lo compiangono tenendone le mani e ricreando la postura della Crocifissione. Gesù è sorretto da Giuseppe d'Arimatea, riccamente abbigliato, e Nicodemo, nelle cui fattezze si nasconderebbe un autoritratto del pittore. In Giuseppe d'Arimatea qualcuno ha invece proposto che sia adombrata l'effigie di Cosimo il Vecchio. In basso sta la figura inginocchiata della Maddalena.
Van der Weyden aveva sicuramente in mente l'analogo soggetto di Beato Angelico, del quale riprese la posa dei personaggi laterali e l'apertura rettangolare del sepolcro entro una grotta rocciosa.
Per il pittore fiammingo era però impossibile imitare la composizione ordinata e solenne dell'italiano, fatta di pause con una scansione ordinata dei piani, altrimenti avrebbe significato scompaginare la propria visione artistica. La scena infatti è più affollata e complessa, con un gruppo posto a semicerchio attorno al Cristo, sbilanciato dall'asse diagonale che va dalla Maddalena a Giovanni tramite la pietra sepolcrale. Perpendicolare a questo asse si contrappone la figura di Cristo, leggermente inclinato di lato. Il punto di vista e la linea dell'orizzonte sono più alti, secondo la visione "avvolgente" dei fiamminghi, le linee sono ritmicamente spezzate e gli sguardi più angosciati. Questi elementi rendono lo spettatore più partecipe, anche dal punto di vista emotivo. I colori sono più accesi e forti, la luce più brillante, grazie anche alla tecnica a olio.
Alla sintesi tipicamente italiana dell'Angelico si contrappone poi la resa minuziosa e lenticolare dei dettagli, dal nitido paesaggio, alle erbette che crescono sulla roccia o alla staccionata di legno.